# Mimmo Cavallo
Cosimo Cavallo, detto Mimmo (Lizzano, 1º gennaio 1951), è un cantautore italiano.

## Biografia artistica
Cosimo (detto Mimmo) Cavallo nasce il 1º gennaio 1951 a Lizzano, in provincia di Taranto. Emigrato a Torino con la sua famiglia, torna nella sua terra di origine per coltivare la passione per la musica. In seguito si trasferisce a Roma dove forma un gruppo musicale. L'incontro che segna il suo corso artistico è quello con Antonio Coggio, grazie al quale pubblica i suoi primi due album con la CGD. Nel 1980 l'esordio con Siamo meridionali ottiene un certo riconoscimento da parte degli addetti ai lavori e al Premio Tenco. Geniale e sferzante il suo Siamo meridionali diventa un inno di battaglia destinato a “storicizzarsi”. L'anno successivo partecipa al Festivalbar con Uh, mammà!, che rimane il suo brano più conosciuto, che per molto tempo rimase l'unico oggetto di cover, dalla band Fratelli di Soledad nel 1996.
Il secondo disco è un insieme di canzoni nelle quali il cantautore meridionale esprime tutto il suo lato critico e graffiante, ma anche le sue indubbie qualità artistiche che spesso gli valgono l'accostamento a Rino Gaetano. La canzone fa anche da titolo al suo secondo album, i cui brani Mimmo riesce a far conoscere attraverso la trasmissione televisiva Mister Fantasy. Parteciperà inoltre a numerose trasmissioni televisive che accrescono la sua popolarità nel giro di pochi mesi. Tuttavia emergono incomprensioni con il mondo discografico e una certa idiosincrasia con il cosiddetto show business, tali da costringerlo a cambiare scuderia ed a pubblicare, stavolta con la Fonit Cetra, il suo terzo lavoro, che vede la luce nel 1982 e che s'intitola Stancami, stancami musica.
In precedenza, l'ultima produzione con la CGD era stata la sigla del programma La storia d'Italia a fumetti curato da Enzo Biagi, intitolato Ma che storia è questa. Successivamente comporrà sigle televisive e colonne sonore di film, tra cui Quasi quasi mi sposo con Renzo Arbore e Luciano De Crescenzo. Il terzo album conferma il suo stile ironico e pungente, la sua libertà espressiva, tesa a sonorità rock, senza dimenticare lo stile della canzone d'autore, anche se il suo marchio di fabbrica risiede soprattutto in una certa ruvidità linguistica con la quale denuncia alcune contraddizioni della nostra società, dando voci a realtà scomode fino ad allora mai illustrate in un disco e raramente in libri e programmi, dimostrandosi libero da ogni convenzione e da ogni "padrone", fino a diventare una figura atipica del cantautorato italiano, che risente dell'eredità artistica di Edoardo Bennato, Rino Gaetano e in parte del teatro canzone di Giorgio Gaber.
La supervisione artistica della "scuderia Coggio" è un marchio di garanzia dei suoi primi dischi, dove si segnalano interventi di Mia Martini, e dove, tra i cori, fa capolino un'ancora sconosciuta Fiorella Mannoia, per la quale Mimmo scrive   Caffè nero bollente che le vale il debutto al Festival di Sanremo nel 1981. Altri autori si affideranno a lui per avere nuove canzoni: oltre alla già citata Mia Martini che canta Guarirò guarirò, è Gianni Morandi che canterà ben quattro suoi brani in tre differenti album: Mi manchi in Immagine italiana del 1984, Rossa in Uno su mille del 1985, Donna bimba mia e Tornare a casa in Le italiane sono belle del 1987. Inoltre successivamente scriverà canzoni per Alberto Cheli (Schola Cantorum), Ornella Vanoni, Syria, Loredana Bertè. Nel 1988 pubblica il suo quarto album Non voglio essere uno spirito, seguito quattro anni dopo dall'autobiografico L'incantautore, che vale al cantautore lizzanese la partecipazione ad Un disco per l'estate col singolo Le donne che amano troppo.
Entrambi gli album usciranno con l'etichetta DDD, la stessa che vide l'esordio di Eros Ramazzotti. Dal 1990 al 1994 il cantautore si concentra soprattutto sulla realizzazione di brani per altri artisti. Nel 1992 vince il "premio Rino Gaetano" come canzone d'autore. Nella sua attività di compositore, Mimmo esprime soprattutto la sua vena romantica, che comunque non è del tutto assente nelle canzoni incise per sé: a proposito di sentimenti, la sua Viva l'amore, sarà presentata da Mia Martini, alla gara canora di Canale 5 Festival Italiano nell'autunno 1994, pochi mesi prima della sua prematura scomparsa; per lei il cantautore aveva scritto altri brani tra i quali Danza pagana, Dio c'è, Il mio oriente, Buio. Fu proprio insieme a Mimmo Cavallo appunto che Mia Martini fece le sue ultime apparizioni ed i suoi ultimi concerti: il legame tra i due artisti, consolidato negli anni, era molto profondo, e la scomparsa di Mimì, unita a una profonda sfiducia per il mondo della discografia italiana, lo persuasero ad un ritiro prolungato dalle scene.
Mantenendo contatti professionali con Antonio Coggio e sporadicamente realizzando qualche concerto dal vivo soprattutto al Sud Italia, torna in sala di incisione nell'album della sua conterranea Mariella Nava Questa sono io del 2002, nel ritornello di St'amuri (in dialetto salentino). Un pubblico di ammiratori silenti, che non hanno smesso di seguirlo in questi anni di silenzio artistico, ha atteso un suo ritorno discografico. La casa discografica Warner, nel 2005, ha pubblicato una raccolta con alcune sue canzoni dei primi tre album, raccolta che è stata giudicata unanimemente male assemblata, priva di alcuni suoi brani significativi, soddisfacendo quindi soltanto in parte le richieste degli ammiratori stessi che speravano nella ristampa integrale su CD dei primi lavori, giacché anche i restanti due sono fuori catalogo da tempo.
Il ritorno sulle scene è preceduto, nel 2011 da Vedo nero che scrive per Zucchero Fornaciari, il quale la include nel suo album Chocabeck e diventa uno dei successi radiofonici dell'estate 2011. Nello stesso anno scrive la canzone Gloria gloria per Al Bano, che la include nel suo album Amanda è libera. Questo nuovo fermento artistico sfocia nella stesura dei testi dello spettacolo Terroni - Centocinquant'anni di menzogne (tratto dal libro Terroni di Pino Aprile), spettacolo di teatro canzone in cui si esibisce con Roberto D'Alessandro. Lo spettacolo ha visto la prima a Roma, il 21 marzo 2011 al teatro Quirino realizzando il tutto esaurito, sancendo di fatto il ritorno dell'artista che ne ha pubblicato i brani nel suo sesto album.
Nel 2014 pubblica un nuovo album dal nome "Dalla parte delle bestie" in cui rinnova il suo stare sempre dalla parte dei perdenti contro l'arroganza del potere e della legge del più forte.
L'11 dicembre 2020 esce "Non Illudermi Così" contenuta nella versione deluxe di D.O.C, album di Zucchero Fornaciari scritto da Zucchero e Mimmo Cavallo.
Il 14 giugno 2022 esce "'U VURPE", singolo/video, dedicato alla città di Taranto. Il brano gioca sull'antropomorfismo uomini-pesci. 
Il 20 settembre 2022 esce “ Oh Mimì" singolo dedicato a Mia Martini.
Il 4 maggio 2023 esce il singolo  La libertà".

## Discografia

### Album
- 1980 Siamo meridionali (CGD, 20163)
- 1981 Uh, mammà! (CGD, 20256)
- 1982 Stancami stancami musica (Fonit Cetra, LPX 112)
- 1988 Non voglio essere uno spirito (DDD, 209 993)
- 1992 L'incantautore (DDD, 262 893)
- 2006: Le più belle canzoni di Mimmo Cavallo
- 2011 Quando saremo fratelli uniti[1]
- 2014: Dalla parte delle bestie[2]

### Singoli
- 1980: Siamo meridionali/Ninetta (CGD, 10187)
- 1980: Ma che storia è questa/...E aspetterò la stella (CGD, 10291)
- 1981: Uh, mammà!/Anna Anna mia (CGD, 10352)
- 1982: Stancami stancami musica/La civiltà del cotone (Fonit Cetra, SP 1785)
- 1988: Non voglio essere uno spirito/Lavori in corso (DDD, 651 1686 7)
- 1989: Voglio un amore grande/Felice carriera (DDD, 653088-7)
- 1989: Non voglio essere uno spirito/Voglio un futuro possibile (DDD, 661686)
- 1989: Voglio un amore grande/Lavori in corso (DDD, 463075-1)
- 2022: 'U Vurpe, Oh Mimì (singoli, Suoni dall'Italia)
- 2023:  La Libertà (singolo, Suoni dall'Italia)
- 2024: L'estate che torna (singolo, Suoni dall'Italia)
- 2025: Taranta d'Oriente (singolo, Anteros Produzioni)